# Counter
Counter is een term uit onder andere het voetbal. Een counter is vaak een snelle aanval, uitgevoerd wanneer de tegenstander veel mensen voor de bal heeft. Dit gebeurt dus het meest wanneer de tegenstander in de aanval is geweest, waardoor een counter net zo goed omschreven kan worden als tegenaanval. Er zijn veel teams die er bewust gebruik van maken. Deze teams laten de tegenstander komen en gaan zelf terug in de verdediging. Wanneer de tegenstander de bal verliest, gaat het in de tegenaanval. Deze manier van voetbal is in sommige landen algemeen geaccepteerd, maar  in Nederland wordt deze manier van spelen vaak veroordeeld. Benamingen zijn dan vaak 'Betonvoetbal', 'Catenaccio' of 'Anti-voetbal'.